# Cytisus villosus
Cytisus villosus är en ärtväxtart som beskrevs av Pierre André Pourret de Figeac. Cytisus villosus ingår i släktet kvastginster, och familjen ärtväxter. Inga underarter finns listade i Catalogue of Life.
Blomman är huvudsakligen gul, men nära kronbldets fäste finns röda streck.

## Bildgalleri

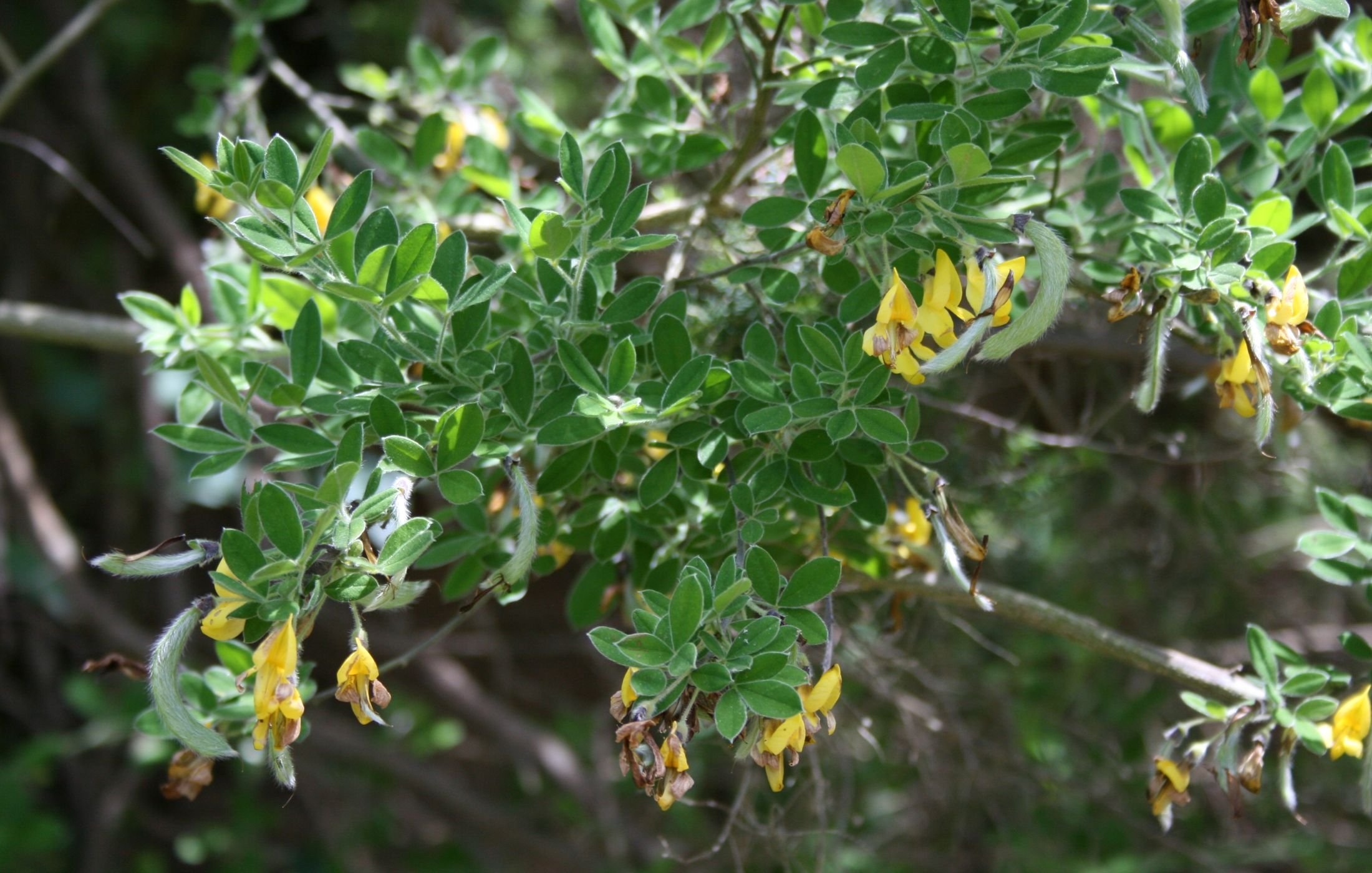
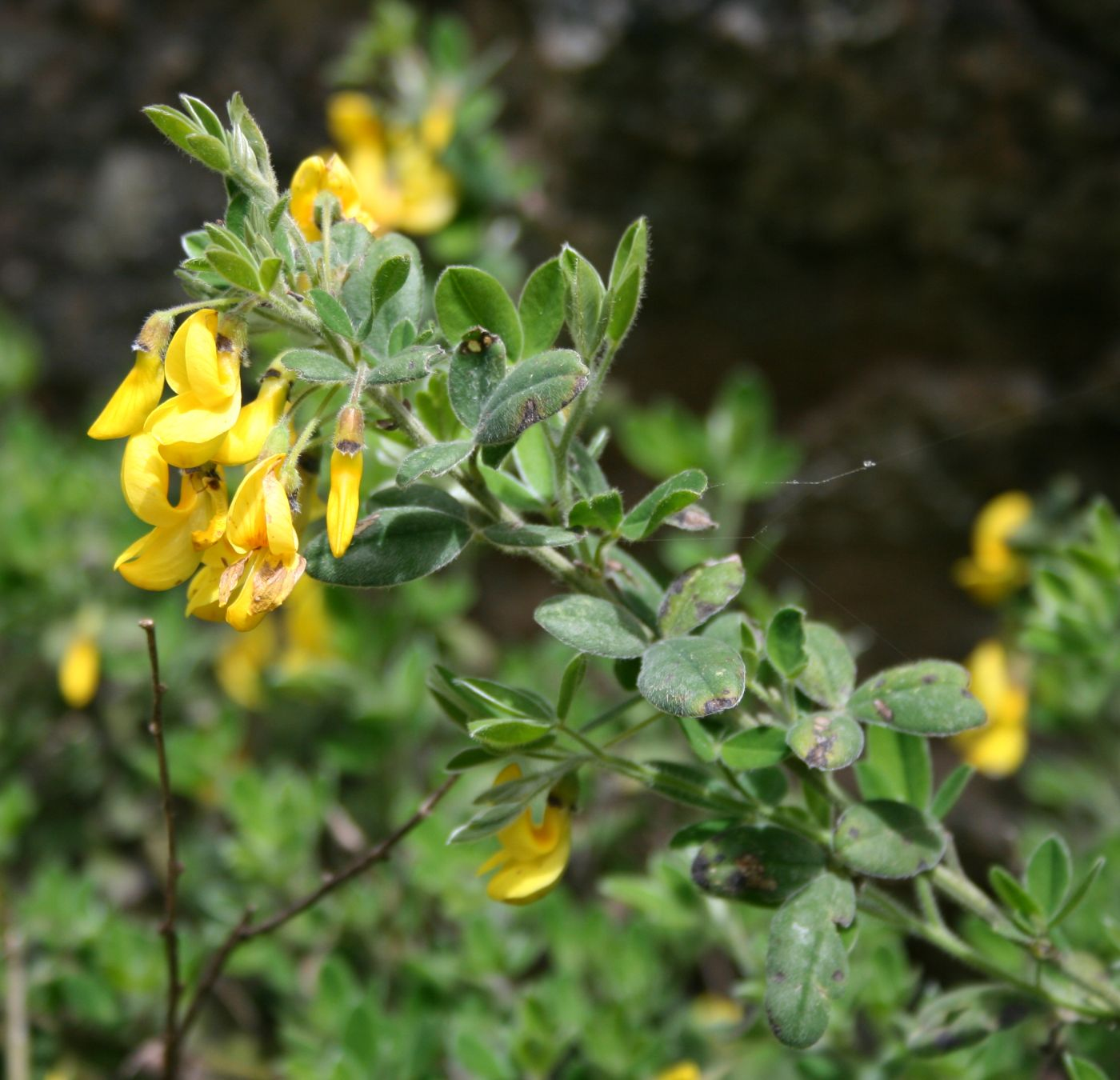
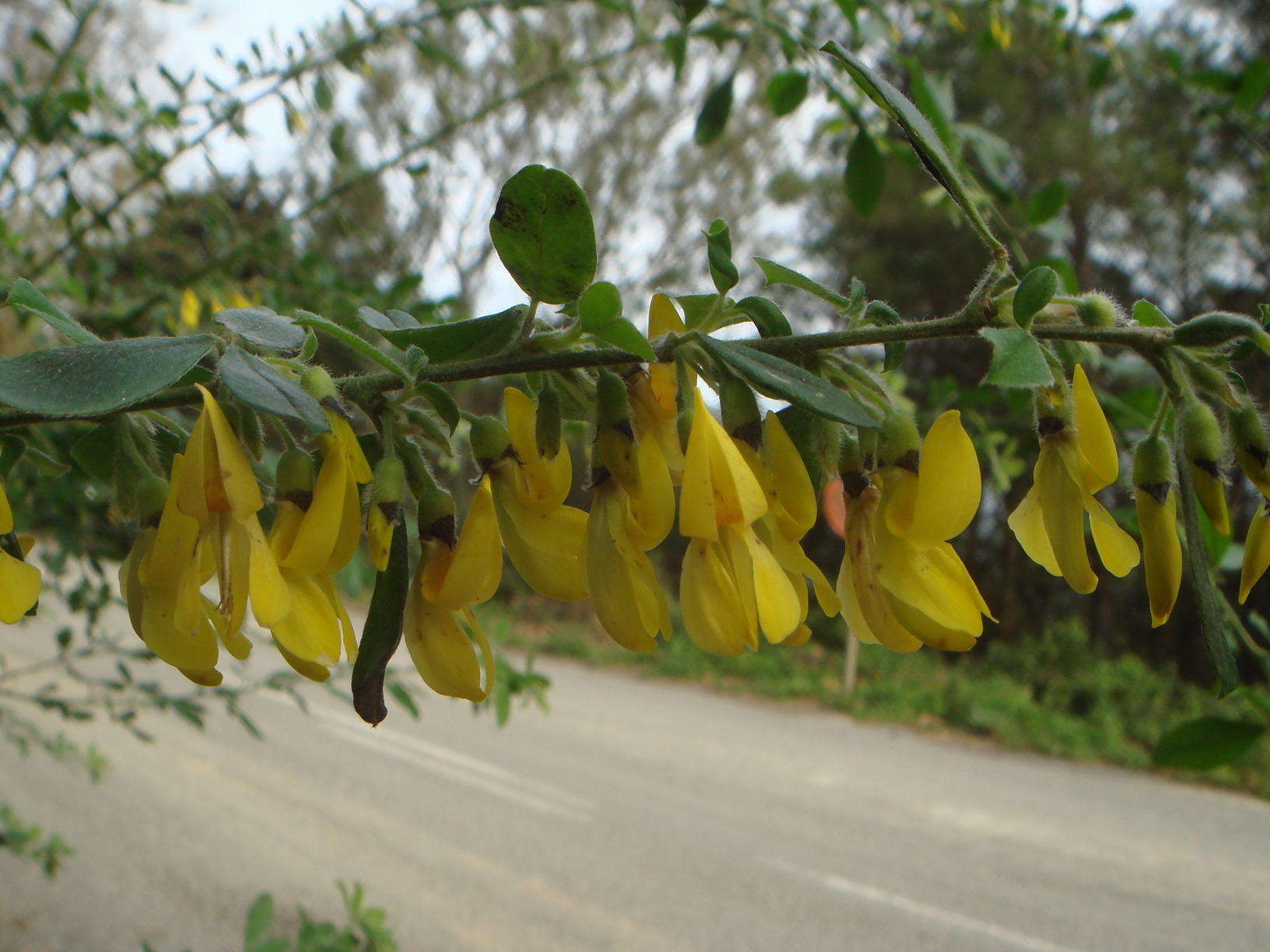
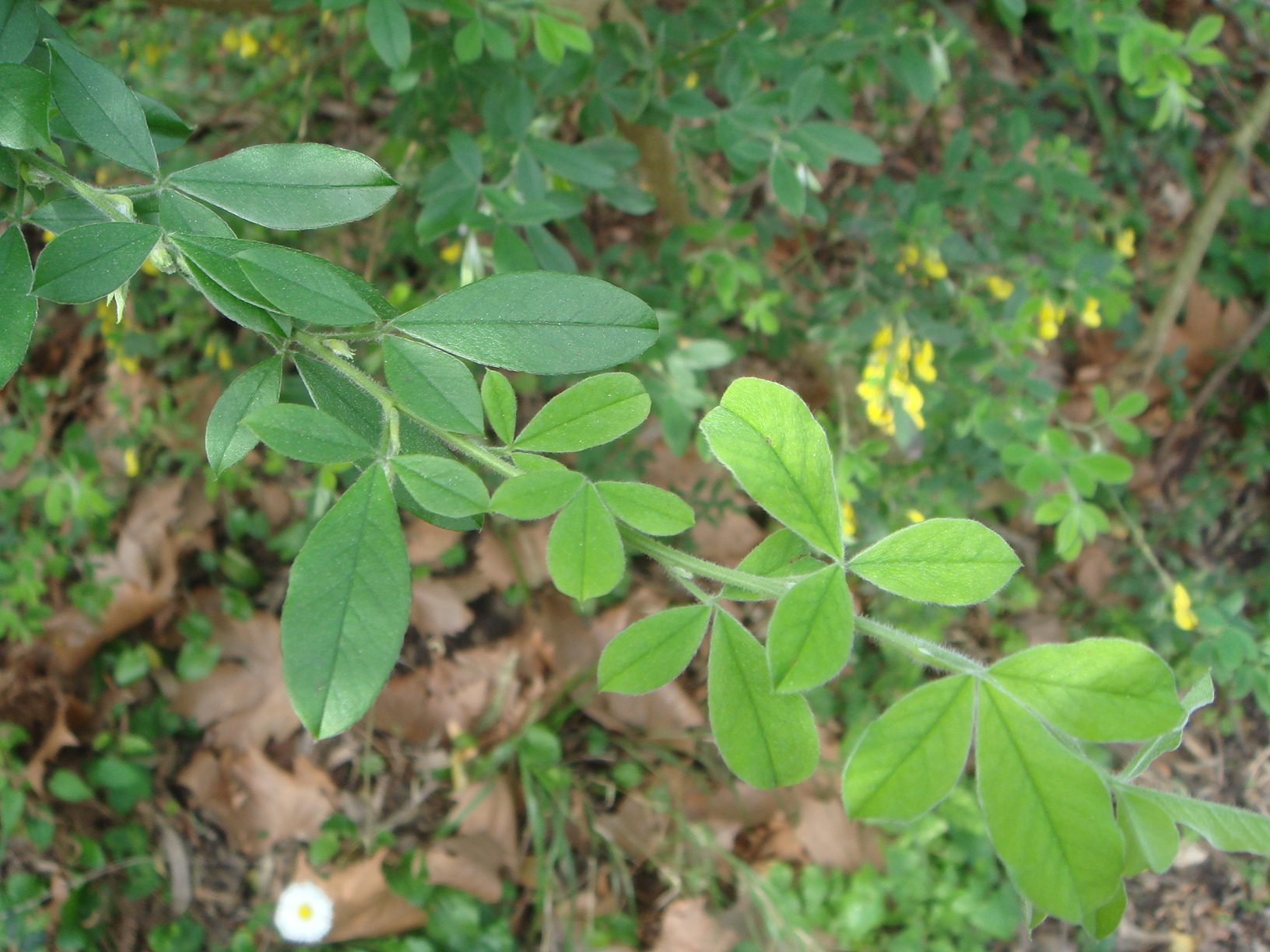